# حزب کمونیست کردستان (ترکیه)
حزب کمونیست کردستان (به کردی: Partiya Komunistê Kurdistan؛ به ترکی: Kürdistan Komünist Partisi؛ مخفف KKP) یک حزب سیاسی در ترکیه است که در سال ۱۹۸۲ به عنوان شاخه کرد حزب کارگر کمونیست ترکیه (TKEP) تأسیس شد. بین سال‌های ۱۹۸۰ و ۱۹۸۲، TKEP دارای یک سازمان خودمختار کردستان بود که (Kürdistan Özerk ürgütü؛ KÖÖ) نامیده می‌شد. در سال ۱۹۹۰، حزب کمونیست کردستان (ک.ک.پ) KKP به یک حزب مستقل تبدیل شد. ک.ک.پ توسط محمد باران رهبری می‌شود. طبق برنامه حزب، هدف حزب کمونیست کردستان (ک.ک.پ) تأسیس جمهوری سوسیالیستی خلق کردستان است. اعضای ک.ک.پ مانند سنان چفتیورک از بنیان‌گذاران حزب آزادی و سوسیالیسم بودند که در سال ۲۰۱۱ تأسیس شده‌است. انتشارات اصلی حزب کمونیست کردستان، صدای کردستان (به کردی: Dengê Kurdistan) است. حزب کمونیست کردستان همچنین کمیته‌ای در آلمان دارد.